# ЦДКА (стадион)
ЦДКА е футболен стадион в Москва, съществувал в периода 1912 – 1957 г. Той е първият стадион, на който играе мачовете си ПФК ЦСКА Москва (под имената ОЛЛС, ОППВ и ЦДКА).

## История
През 1912 г. руски меценат влага 10 000 златни рубли в строежа на домакински стадион за тима на ОЛЛС. Около терена са сложени дървени пейки, като капацитетът на съоръжението е 10 000 зрители.
През 1935 стадионът е реконструиран по проект на Владимир Мунц и Олег Ляпин. През 1954 на стадион ЦДКА е проведен първият мач в по хокей на трева в СССР. През 1957 г. арената е разрушена, за да може на същото място да се проведе изложба на американската промишленост.